# Тимотей Строна
Тимотей Гронда да Строна (на италиански: Timoteo Gronda da Strona) е италиански католически духовник, мисионер-капуцин в България, поставил основите на латинската католическа енория „Свети Йосиф“ в София.

## Биография
Тимотей Строна е роден през 1830 г. в Биела, Северна Италия. През 1848 г. постъпва в ордена на капуцините.
През 1854 г. е изпратен в източната мисия на капуцините в Османската империя. От 1857 г. католиците в Бургас са под юрисдикцията на Трапезундския апостолически викарият на капуцините (действащ на азиатския бряг на Черно море в Турция). На 22 ноември 1858 г. отец Тимотей пристига в Бургас като мисионер.
От 1861 г. до 1876 г. е свещеник в енорията „Свети Лудвиг“ в Пловдив. От 1870 г. отговаря за католиците в София и два пъти годишно посещава града. Светата литургия е обслужвана по къщите на вярващите, един от които е бил полският лекар Томаин. Тогавашният австрийски заместник-консул Йозеф Лутероти подпомага мисионера да купи изгодно терен от 2800 кв. м. в централната част на София. През 1875 г. са положени основите на нова църква. 
Отец Тимотей отслужва първата църковна служба в новия (още незавършен) храм „Свети Йосиф“ на 21 ноември 1878 г. През същата година успява да построи малко жилище за свещениците-мисионери. През август 1879 г. основава девическото училище „Свети Йосиф“ с помощта на сестрите-йосифинки. През 1881 г. с негова помощ е основано мъжкото училище „Св. св. Кирил и Методий“. През 1885 г. е завършена църквата. През 1889 г. успява да завърши последната сграда от комплекса около църквата – жилищна сграда за монахините и монасите.
През 1889 г. отец Тимотей заедно с помощника си отец Козма Вики започват да събира средства за построяване на католическа болница в София. Княгиня Клементина, чийто изповедник е самият Тимотей, дава най-голямата сума. Австро-унгарският император Франц Йосиф дарява 10 000 крони с уговорката, че в бъдещата болница ще се лекуват безплатно бедни австро-унгарски поданици. През 1890 г. болницата е завършена и е открита на 14 юни 1891 г. под името Международна католическа болница „Княгиня Клементина“.
Отец Тимотей умира на 10 ноември 1894 г. в София. На погребението му присъстват консулите на Франция, Италия, Австрия и Белгия и министър-председателя Константин Стоилов. Погребението шествие е водено от архиепископ Роберто Менини. Княжеското семейство е платило разноските по погребението.